# Mario Volpe
Mario Aldo Volpe (Barranquilla, 19 de octubre de 1936 - Berna, 21 de agosto de 2013) fue un artista colombiano que vivió en Suiza durante más de cuarenta años. Su trabajo artístico abarca medio siglo e incluye miles de obras abstractas sobre papel, tabla y lienzo, en su mayoría pinturas de acrílico, tinta, esmalte y al óleo, así como crayones, lápiz y dibujos a lápiz coloreados. El trabajo de Volpe está marcado por elementos geométricos y lineales, formas orgánicas, colores vivos y un uso extensivo del negro. Las influencias más significativas de Volpe se pueden encontrar en la escuela neoyorkina de pintura de los años cincuenta y sesenta, sus estudios de arquitectura y sus raíces en el Caribe colombiano. El legado de Volpe lo administra “ART-Nachlassstiftung” en Berna, Suiza. 

## Reseña biográfica

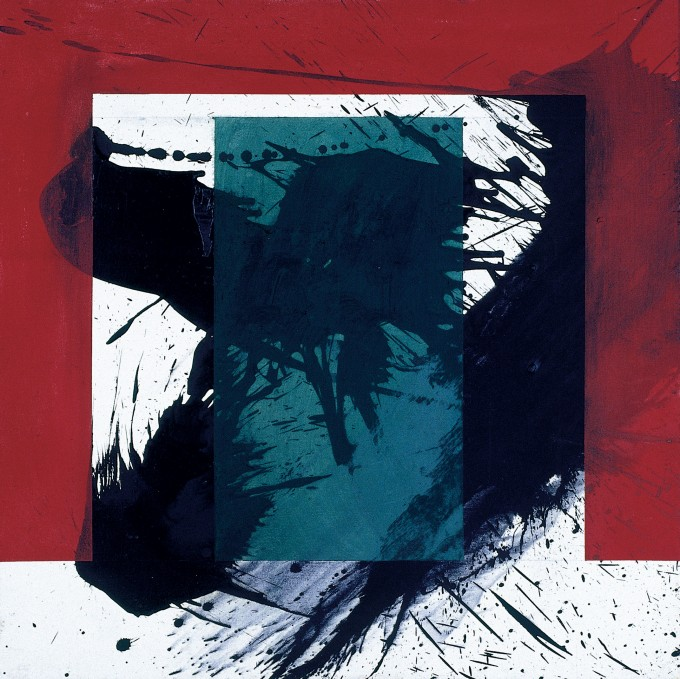
'Sin título', 1970, Minneapolis

Mario A. Volpe nació en Barranquilla, Colombia, el 19 de octubre de 1936, hijo de inmigrantes italianos. Siendo un niño de apenas 12 años hizo sus primeros viajes a Nueva York e Italia. Después de finalizar sus años de escuela en Barranquilla, se mudó a los Estados Unidos a la edad de 19 años para estudiar inglés y prepararse para sus estudios superiores en la Wilbraham Academy (ahora Wilbraham and Monson Academy) en Massachusetts. 

A la edad de 20 años, Volpe tuvo su primer encuentro directo con el arte contemporáneo en la Bienal de Venecia de 1956. Ese año, emprendió estudios de arquitectura en el Carnegie Institute of Technology (hoy Universidad Carnegie Mellon School of Architecture), en Pittsburgh. Después de conseguir su diploma de arquitectura en 1961, una beca del Carnegie Institute le permitió pasar un verano en la American Academy de Fontainebleau, Francia, donde comenzó a experimentar con el dibujo abstracto y conoció a pintores y escultores.  

Volpe fue aceptado en la Graduate School of Design de la Universidad de Harvard, donde finalizó un año de la clase de Maestría en arquitectura. En 1962, sin embargo, decidió dejar Harvard para dedicarse plenamente a la pintura. Se inscribió en la Liga de estudiantes de arte de Nueva York, en Nueva York, donde asistió a clases durante dos años. 

En 1964, una beca de viaje de la Liga de estudiantes de arte lo llevó a un viaje de estudio a través de Europa (Londres, Copenhague, Estocolmo, Helsinki, San Petersburgo, Ámsterdam, Bruselas, París, Madrid y Sevilla). Después de un año en Roma, donde conoció a su esposa, Brigit Scherz, Volpe se mudó nuevamente a los Estados Unidos, para asumir un puesto como profesor asistente en el Departamento de Estudios de Artes de la Universidad de Minnesota en Minneapolis.  

Después de cinco años dando clases en la Universidad de Minnesota, Volpe se mudó nuevamente a Europa en 1970. Pasó un año viviendo y trabajando en Turín, Italia, y luego se trasladó a Berna, Suiza, en 1972, donde se casó con Brigit Scherz en 1973. Sus dos hijos, Martina y Philippe, nacieron en 1974 y 1975. Volpe vivió y trabajó en Berna hasta su muerte el 21 de agosto de 2013, a la edad de 76 años.

## Trabajos
- 1956 – 1961: 	Dibujos arquitectónicos
- 1961: 		Primeras pinturas a tinta sobre papel
- 1962-1969: 	Óleos abstracto-expresionistas en lienzo, tabla y papel
- 1967 – 1980: 	Pinturas de “borde duro”, con énfasis predominantemente geométrico
- 1972 – 1974: 	Dibujos a lápiz coloreados sobre tabla
- 1979 – 1980: 	Dibujos verticales
- 1980 – 1981: 	Carteles y anuncios
- 1981 – 1993:	Pinturas de acrílico en lienzo, tabla y papel
- 1993 – 1998: 	“Imágenes T”, combinando un formato horizontal y uno vertical para crear una forma en “T”
- 1996 – 2002:	“Trípticos”, trabajos que incluyen tres secciones interconectadas
- 2002 – 2008: 	Trabajos ornamentales a línea
- 2009 – 2013: 	Últimos trabajos

## Curriculum vitae
- 1936: Nace en Barranquilla, Colombia

- 1943 – 1954: Colegio Biffi La Salle, Barranquilla, Colombia

- 1955: Wilbraham Academy, Wilbraham, Massachusetts, EE. UU.

- 1956 – 1961: Diploma en arquitectura, Carnegie Institute of Technology, Pittsburgh, Pennsylvania, EE. UU.

- 1961: Beca, American Academy de Fontainebleau, Francia

- 1962: Graduate School of Design, Harvard University, Cambridge Massachusetts, EE. UU.

- 1962 – 1964: Estudios de pintura, clase de Sidney Gross, Liga de estudiantes de arte de Nueva York, EE. UU.

- 1965: Beca McDowell por un año de estudios en Europa (Roma, Italia)

- 1965 – 1970: Enseña en la Universidad de Minnesota, Departamento de Estudios de Artes, Minneapolis, EE. UU.

- 1971: Estancia de un año en Turín, Italia

- 1972-2013: Vida y obra en Berna, Suiza

## Exposiciones
- 1966: Liga de estudiantes de arte de Nueva York, EE. UU.

- 1968: University Gallery Minneapolis, Minnesota, EE. UU.; Minnetonka Art Center, Orono, Minnesota, EE. UU.; Morningside College, Sioux City, Iowa, EE. UU.

- 1969: Rochester Art Center, Rochester, Minnesota, EE. UU.

- 1970: Hamline University, St. Paul, Minnesota, EE. UU.; North Hennepin Jr. College, Minneapolis, Minnesota, EE. UU.

- 1974: Galerie Bettina Katzenstein, Zúrich, Suiza

- 1977: Galerie Art Shop, Basilea, Suiza

- 1979: Berner Galerie, Berna, Suiza

- 1980: Loeb Galerie, Berna, Suiza

- 1981: Galerie Centrale, Hermance, Suiza

- 1982: Galerie Van Loo, Bruselas; Galerie 42, Antwerpen, Bélgica; Galleria Napoletana delle Arti, Napoli, Italia; Musée Cantonal des Beaux-Arts, Lausanne, Suiza

- 1983: Galería Amics, Alicante, España; Knoll International, Napoli, Italia; Centrum Galerie, Basilea, Suiza

- 1984: Galleria Paesi Nuovi, Roma, Italia

- 1985: Hannah Feldmann Galerie, Berna, Suiza

- 1986: Centrum Galerie, Basilea, Suiza; Salόn Cultural de Avianca, Barranquilla, Colombia

- 1987: Galerie DeI Mese-Fischer, Meisterschwanden, Suiza; Museo de Arte Moderno, Cartagena, Colombia

- 1988: Galerie Susanne Kulli, Berna, Suiza

- 1989: Salon Parterre, Berna, Suiza

- 1991 : Galería Elida Lara, Barranquilla, Colombia; Galerie Susanne Kulli, Berna, Suiza

- 1994; Galerie Susanne Kulli, Berna, Suiza

- 1996: Galerie Susanne Kulli, Berna, Suiza

- 1998: Galería de la Aduana, Barranquilla, Colombia

- 1999: ATAG, Ernst and Young, Berna, Suiza

- 2003: Universidad del Norte, Barranquilla, Colombia; Kunstreich AG, Berna, Suiza

- 2004: Galerie Wandelbar, Gstaad, Suiza

- 2009: Johannes Kirche, Berna, Suiza

- 2016-17: Zetcom AG, Berna, Suiza

- 2018: Galerie Reflector,[1] Berna, Suiza

- 2020: Galleria Il Rivellino,[2] Locarno, Suiza

- 2022: Galerie Reflector,[3] Berna, Suiza

Además, Volpe participó en alrededor de 60 exposiciones colectivas, entre ellas en la Liga de estudiantes de arte de Nueva York, Art Expo de Nueva York, Art Basel, Expo 2000 en Hannover y varias exposiciones en Colombia y Suiza.